# Futbol'ny Klub Tarpeda-BelAZ Žodzina 2013
Questa voce raccoglie le informazioni riguardanti il Futbol'ny Klub Tarpeda-BelAZ Žodzina nelle competizioni ufficiali della stagione 2013.

## Stagione
La stagione 2013 ha visto il Tarpeda-BelAZ concludere al quinto posto il campionato bielorusso. Nella stagione regolare il Tarpeda-BelAZ ha conquistato il sesto posto grazie alla miglior differenza reti rispetto al Belšyna, accedendo alla poule scudetto. Nella seconda fase, valida per l'assegnazione del titolo, ha guadagnato una posizione senza però riuscire ad accedere ai posti che hanno assegnato l'accesso alle competizioni europee. Nella coppa di Bielorussia 2012-2013 ha superato i quarti di finale sconfiggendo il Belšyna per 3-1, ma si è arreso al Minsk in semifinale per 1-0, venendo eliminato dalla competizione. Nell'edizione 2013-2014 della coppa di Bielorussia ha raggiunto gli ottavi di finale, dove è stato eliminato ai tiri di rigore dallo Šachcër Salihorsk.

## Rosa[1]
| N. |                        | Ruolo | Calciatore            |
| -- | ---------------------- | ----- | --------------------- |
| 1  | Bielorussia (bandiera) | P     | Pavel Chasnowski      |
| 2  | Bielorussia (bandiera) | D     | Arcëm Čėljadzinski    |
| 3  | Bielorussia (bandiera) | D     | Vjačaslaŭ Jaraslaŭski |
| 3  | Spagna (bandiera)      | D     | José Luis Miñano      |
| 4  | Senegal (bandiera)     | D     | Pascal Mendy          |
| 5  | Ucraina (bandiera)     | D     | Ihar Čaradničzika     |
| 6  | Bielorussia (bandiera) | C     | Aljaksej Pankavec     |
| 7  | Bielorussia (bandiera) | C     | Aljaksej Sučkoŭ       |
| 8  | Bielorussia (bandiera) | C     | Aljaksandr Sjaljava   |
| 9  | Bielorussia (bandiera) | A     | Vjačaslaŭ Hleb        |
| 10 | Bielorussia (bandiera) | C     | Artur Ljavicki        |
| 11 | Bielorussia (bandiera) | C     | Dzmitryj Ščahrykovič  |
| 13 | Bielorussia (bandiera) | C     | Jaŭhen Prakopčyk      |
| 14 | Russia (bandiera)      | D     | Anri Chaguš           |
| 15 | Bielorussia (bandiera) | A     | Aljaksandr Jackevič   |
| 17 | Bielorussia (bandiera) | C     | Aljaksej Kazloŭ       |

| N. |                        | Ruolo | Calciatore           |
| -- | ---------------------- | ----- | -------------------- |
| 18 | Moldavia (bandiera)    | D     | Iulian Erhan         |
| 19 | Bielorussia (bandiera) | C     | Arcëom Vas'koŭ       |
| 21 | Bielorussia (bandiera) | D     | Valeryj Karšakevič   |
| 22 | Russia (bandiera)      | C     | Anton Sjakrėt        |
| 22 | Bielorussia (bandiera) | D     | Valeryj Maraŭ        |
| 23 | Armenia (bandiera)     | C     | Norayr Gyozalyan     |
| 25 | Bielorussia (bandiera) | A     | Dzmitryj Gomza       |
| 25 | Spagna (bandiera)      | A     | Daniel Olcina        |
| 27 | Bielorussia (bandiera) | A     | Dzmitryj Ihnacenka   |
| 27 | Russia (bandiera)      | D     | Vitalij Kazancev     |
| 29 | Ucraina (bandiera)     | D     | Sjarhej Mel'nik      |
| 30 | Bielorussia (bandiera) | P     | Raman Scjapanaŭ      |
| 32 | Bielorussia (bandiera) | A     | Dzmitryj Platonaŭ    |
| 33 | Bielorussia (bandiera) | P     | Vasil' Chamutoŭski   |
| 35 | Bielorussia (bandiera) | P     | Uladzimir Pjacihorac |